# نوودر
شهر نوودر (به رومانیایی: Năvodari) در شهرستان کونستانس در کشور رومانی واقع شده‌است. جمعیت این شهر ۳۲٬۴۰۰ نفر  است.